# Drakengard 2
 (mars 2020).
Si vous disposez d'ouvrages ou d'articles de référence ou si vous connaissez des sites web de qualité traitant du thème abordé ici, merci de compléter l'article en donnant les références utiles à sa vérifiabilité et en les liant à la section « Notes et références ».
Drakengard 2 est un beat them all sorti sur PlayStation 2 en 2005 (au Japon), édité par TakeTwo et par Square Enix, développé par Cavia.

## Rappel:Drakengard
À l'époque où le pouvoir était maître de tout, l'Union et l'Empire luttèrent avec acharnement pour accaparer les sceaux et, ce faisant, manquèrent d'anéantir un monde paisible. Un des soldats de l'Union s'appelait Caim. Il aurait tout fait pour protéger sa sœur, que l'Église avait récemment désignée comme étant la "Déesse" et le symbole des sceaux. Pendant un combat, Caim rencontra Angelus, le dragon rouge qui avait été capturé par l'Empire. Réalisant qu'ils avaient besoin l'un de l'autre, ils joignirent leurs âmes en concluant un pacte. Dès lors, Caim et Angelus combattirent vaillamment afin de protéger la déesse Furiae. Pourtant, malgré leur courage, le dernier sceau fut brisé, entraînant ainsi la fin du monde.
La cause de la destruction du monde était une petite fille de six ans. Privée de l'amour de sa mère, elle était une enfant triste qui ne pouvait se raccrocher qu'aux dieux. Elle s'appelait Manah.
Après avoir combattu en d'innombrables occasions et avoir sacrifié trop de vies, le dernier combat prit fin. Cependant, pour préserver la paix fragile qui suivit, il fut nécessaire de créer de nouveaux sceaux. Ayant finalement compris, grâce à Caim, les secrets du cœur humain, le dragon rouge sacrifia son corps aux nouveaux sceaux afin de sauver le monde du chaos. Caim, son âme déchirée par la perte d'Angelus, versa une larme pour la première fois… Caim et son dragon Angelus ont donc sauvé le monde.
Ces évènements remontent à 18 ans.

## Introduction à Drakengard 2
18 ans plus tard… 
Verdelet, un des héros de la guerre des sceaux, créa l'Ordre des Chevaliers des Sceaux pour s'assurer que le sceau d'Angelus ne serait jamais brisé.
Cinq sceaux retiennent le dragon rouge, l'ultime rempart contre la destruction.
L'Ordre des Sceaux est chargé de leur protection.
Chaque sceau est sous la responsabilité d'un gardien, membre d'élite de l'Ordre.
Aujourd'hui, une nouvelle recrue intègre ce corps prestigieux.
Un jeune homme élevé par un dragon bleu.
Nowe est son nom.

## Personnages principaux
- Nowe∶Une recrue des Chevaliers des Sceaux, Nowe voyage sur le dos du dragon bleu appelé Legna et comprend le langage des dragons. L'évêque Seere l'a surnommé "le sauveur". Nowe est très sensible et a un sentiment de justice développé. Il considère Legna comme son père mais il a de la peine à se confier. Les vrais parents de Nowe se trouvent être Inuart et Furiae, deux personnages venant du premier Drakengard. C'est le dragon noir avec lequel Inuart avait fait un pacte qui le trouva et s'en occupa. Ensuite, selon des prédictions, les Chevaliers des Sceaux le cherchèrent et ils le trouvèrent, protégé par un dragon bleu. À la suite d'évènements, il devint un Chevalier du Sceaux, lui aussi. Nowe est l'Avatar. Comme il est écrit dans l'histoire, Legna devrait lui montrer ses vrais origines pour ensuite aller combattre les Dieux.

- Legna∶Le gardien de Nowe, il habite avec lui au quartier général des Chevaliers de Sceaux. Son orgueil de dragon l'amène à ignorer tout être humain autre que Nowe, qu'il considère comme étant son fils. Il a tendance à sermonner Nowe.

- Manah∶ C'est elle qui a causé le désastre qui a presque détruit le monde, il y a 18 ans. Elle se bat maintenant afin de libérer les prisonniers que les Chevaliers des Sceaux utilisent pour sustenter les sceaux. Les habitants des districts environnants l'appellent "Dame Manah".

- Eris∶ Eris fait partie des Chevaliers des Sceaux. Élevée par les chevaliers, son talent et sa détermination l'ont menée à réaliser son potentiel très rapidement. Sa brillante carrière militaire lui a permis de devenir la personne la plus jeune à jamais atteindre le rang de commandant. Elle est l'amie d'enfance de Nowe et ils ont tous les deux eu le même instructeur.

- Urick∶ Un homme masqué dont l'existence est hantée par la mort. Après un accident tragique, il y a trois ans, il a conclu un pacte avec la Faucheuse mais nul ne sait quel prix il a dû payer. À première vue, il semble être une personne sans souci qui ne saurait garder rancune. Cependant, il arrive parfois que son masque de jovialité ne sache cacher la vérité.

## Types de combats
- Au sol : Vous pouvez incarner Nowe, Eris, Manah et Urick pour affronter les d'ennemis au sol dans des combats au corps à corps.(utiliser de la magie ou attaquer avec ou sans l'aide de combo)
- Aérien : Grâce au dragon bleu, Legna, volez à travers les cieux pour tuer tous vos opposants.
- en rase-motte : Nowe peut monter sur Legna pour vaincre rapidement les régiments de soldats ou de monstres.

## Types de missions
(Pas de nouveauté par rapport à Drakengard 1)
- Scénario : Le jeu est divisé en versets et chapitres. Il faut achever les missions successivement pour progresser dans l'histoire et débloquer de nouveaux chapitres. Ainsi, il est possible d'avoir accès à des cinématiques et des missions libres.
- Missions libres : Il est possible d'explorer des régions déjà visitées afin d'y trouver des armes et d'acquérir de l'expérience.